# Carlo Socrate
Carlo Socrate (Mezzana Bigli, 2 marzo 1889 – Roma, 1967) è stato un pittore e scenografo italiano.

## Biografia
Nato in Lomellina da Bonaventura e Rosa Vespasiano trascorre la prima infanzia a Rosario, in Argentina, dove i suoi genitori si sono trasferiti nel 1898 per esercitare la professione di attori teatrali. 
Nel 1911 ritorna in Italia grazie all'aggiudicazione di una borsa di studio, che gli consente di trascorrere un periodo un apprendistato presso il pittore Giovanni Costetti, che lo introduce nei salotti artistici romani dove conosce Armando Spadini, Felice Carena, Ferruccio Ferrazzi ed Ercole Drei e viene a contatto con le opere dell'impressionismo francese e del post-impressionismo, in particolare di Paul Cézanne, artista prediletto dal Costetti.
Nel 1916 partecipa alla IV Esposizione Internazionale d'Arte della Secessione romana e lavora come scenografo per la Compagnia dei Balletti russi di Sergej Pavlovič Djagilev presso il Teatro Costanzi e a Parigi, dove viene a contatto con il pittore fauve André Derain e Pablo Picasso, con il quale visita Barcellona e Madrid.
Di rientro in Italia, ottiene uno studio presso Villa Strohl Fern, ambiente ricco di stimoli artistici frequentato da altri importanti artisti quali Carlo Levi, Francesco Trombadori, Cipriano Efisio Oppo ed Ercole Drei; nel 1919 organizza la sua prima personale presso la galleria Giosi di Roma, nel 1920 è alla Mostra della Famiglia Artistica milanese con Ritratto della pittrice, Nature morte e Paesaggi, nel 1921 è alla Biennale romana mentre
l'anno successivo espone quattro opere, fra le quali Venere dormiente, alla Primaverile Fiorentina con il gruppo di artisti dei Valori Plastici.
Tra il 1923 e il 1927 è ancora alla Biennale romana, partecipa all'Esposizione dei XX artisti organizzata da Ugo Ojetti, alla prima Mostra d'Arte del Novecento Italiano con Cacciatori, alla Mostra dei X artisti italiani organizzata da Margherita Sarfatti e alla Esposizione Quadriennale di Torino.
Nel 1926 l'importante critico Roberto Longhi gli dedica il saggio Storia di Carlo Socrate.
Negli anni Trenta espone Le bagnanti e Danae all'International Exhibition of Paintings di Pittsburgh e a Baltimora, partecipa alle Quadriennali romane del 1931 e del 1935, alla mostra collettiva d’Arte Italiana di Parigi del 1935 e alla Biennale di Venezia del 1938 con undici opere.
Nel dopoguerra insegna a Roma presso il Liceo Artistico di via Ripetta, collabora come critico d'arte con lo 
pseudonimo di Carlo Lerrate per il Corriere Padano diretto dall'amico Nello Quilici e nel 1966 viene nominato accademico di San Luca.
Muore a Roma nel 1967.
Fra i suoi allievi, la mantovana Mimì Quilici Buzzacchi. Generoso Romano (1924 - 2011) noto pittore, nato a Foggia professore di storia dell'arte e figura all'Accademia di Belle Arti di Roma 
Il figlio Mario (1920 - 2012) è un noto poeta, scrittore e docente universitario.

## Stile
Appartenente alla Scuola Romana, le sue opere iniziali sono vicine ai modi impressionisti di Armando Spadini (La nonna e il bambino che dormono), dai quali in seguito si allontana per dedicarsi a una salda impostazione formale nella rappresentazione della natura, che sviluppa nell'ambito del gruppo di Valori Plastici.
Questa fase è contraddistinta da una ripresa dei modelli storici lontani (Caravaggio e Tiziano come in Ritratto di Vittoria Morelli) e prossimi (Jean-Auguste-Dominique Ingres, Gustave Courbet) all'interno di un esteso fenomeno culturale chiamato Ritorno all'ordine, che esercita un punto di rottura con le avanguardie che si susseguono nello stesso periodo.
Dall'incontro parigino con Pablo Picasso e il viaggio in Spagna con l'artista andaluso derivano soluzioni artistiche vicine alla pittura di Diego Velázquez.

## Opere principali
- Il corso di Roma (1918), olio su tela, collezione privata;
- Città in festa (1918), olio su tela, collezione privata;
- Ritratto di Vittoria Morelli (1919), olio su tela, collezione privata;
- Morte di Agar (1920), olio su tela, collezione privata;
- Venere dormiente (1921), olio su tela, collezione privata;
- Bagnanti (1922), olio su tela, collezione privata;
- Ritratto di ragazza con mandolino (1922), olio su tela, Collezione Banca d'Italia;
- Martirio di San Maurizio (1922), olio su tela, dispersa;
- Venere Dormiente (1922), olio su tela, collezione privata;
- Ritratto dell'Ingegner Mey (1923), olio su tela, collezione privata;
- Autoritratto (1923), olio su tela, collezione privata;
- Il tacchino (1923), olio su tela, Galleria nazionale d'arte moderna di Roma;
- Il cerro (1925-1926), olio su tela, Galleria nazionale d'arte moderna di Roma;
- Portatrice di frutta (1924), olio su tela, collezione privata[9];
- Cacciatori (1925), olio su tela, collezione privata;
- Il Tevere a Castel Sant'Angelo (1925-1935), olio su tela, Museo di Roma[10];
- Ritratto di signora (1926), olio su tela, Galleria Comunale d'Arte di Cagliari;
- Piazzale Flaminio (1927), olio su tela, collezione privata;
- Piccoli calciatori (1929), olio su tela, collezione privata;
- Ponte in ferro ai Fiorentini (1929), olio su tela, collezione privata;
- Danae (1929), olio su tela, collezione privata;
- Il violino allo specchio (1929), olio su tela, collezione privata;
- Ritratto di Margherita Sarfatti con la figlia Fiammetta (1929), olio su tela, collezione privata[11];
- Ritratto di Maria Quilici (1930), olio su tela, collezione privata;
- Veduta di Roma (1930), olio su tela, Villa Torlonia;
- Ponte Cavour (1930), olio su tela, collezione privata;
- La modella (1930), olio su tela, Fondazione di Studi di Storia dell'Arte Roberto Longhi;
- Il Tevere all'alba (1931), olio su tela, Galleria d'Arte Moderna di Milano;
- Ricamatrice (1932), olio su tela, collezione privata;
- Le querce a Villa Mancini (1932), olio su tela, collezione privata;
- Il cappello di paglia (1934), olio su tela, collezione privata;
- La vestizione della sposa (1934), olio su tela, Galleria Comunale d'Arte di Cagliari;
- Piazza del Popolo (1935), olio su tela, collezione privata;
- Ritratto di bambina (1935), olio su tela, collezione privata;
- Ritratto del figlio Mario (1936), olio su tavola, Galleria Comunale d'Arte di Cagliari;
- Ritratto della moglie di Torresini (1937), olio su tela, collezione privata;
- Ritratto di giovane (1940), olio su tela, collezione privata;
- Il cacciatore (1941), olio su tela, Villa Torlonia;
- Veduta del Tevere (1942), olio su tela, collezione privata;
- Fragole (1942), olio su tela, Galleria d'arte moderna di Genova[12];
- Ritratto femminile (1945), olio su tela, Galleria Comunale d'Arte di Cagliari;
- Natura morta con cocomero (1946), olio su tela, Museo della Scuola Romana;
- Concertino (non datata), olio su tela, collezione privata.